# Щучье (озеро, Акмолинская область)
Щу́чье — озеро в Бурабайском районе Акмолинской области Казахстана, в городе Щучинск. Входит в группу Кокчетавских озёр. Длина озера Щучьего 7,5 км, ширина 3 км (по другим данным — 7,1 и 3,8 км соответственно), длина береговой линии 22 километра. Площадь поверхности озера — 19,6 км². Высота над уровнем моря — 395,2 метра, глубина достигает 40 метров (по другим данным — 31 метр, при этом средняя глубина составляет 18,54 метра).
Озеро вытянуто с северо-запада на юго-восток. Практически со всех сторон озера — лес. На юго-западном побережье к озеру примыкает город Щучинск. Озеро расположено в 12 километрах от курортного посёлка Боровое. Щучье — одно из озёр (и самое глубокое) Щучинско-Боровской Курортной Зоны, ГНПП «Бурабай». Раньше из озера осуществлялся сток в реку Кылшакты. В озеро впадает один ручей. Принадлежит к Ишимскому водохозяйственному бассейну.
Название озера произошло из-за обилия щуки в озере. В 1850 году на берегу этого озера основана станица Щучинская (позже город Щучинск), названная по озеру. В озере обитают следующие виды рыб: щука, окунь, чебак (сибирская плотва), сиг, пелядь, рипус, ряпушка, линь, судаки, карп. Также обитают раки.